# Кинаш, Ярослав Ростиславович
Яросла́в Ростисла́вович Кинаш (укр. Ярослав Ростиславович Кінаш; род. 16 апреля 1988, Львов) — украинский футболист, полузащитник

## Биография
В детско-юношеской футбольной лиге Украины с 2001 года по 2002 год выступал за львовское училище физической культуры (УФК), а затем с 2002 года по 2005 год выступал за львовскую СДЮШОР-4. Первый тренер — Игорь Андреевич Польный. Затем играл за любительский клуб — «Галичина» из города Дрогобыч.
В 2007 году перешёл в луцкую «Волынь». 20 марта 2007 года дебютировал в составе команды в Первой лиге Украины в домашнем матче против киевской «Оболони» (2:1), Кинаш отыграл весь матч. В «Волыни» он стал одним из основных игроков. В сезоне 2009/10 «Волынь» стала серебряным призёром Первой лиги и смогла выйти в Премьер-лигу Украины. Также в этом сезоне «Волынь» дошла до полуфинала Кубка Украины, где уступила симферопольской «Таврии» (1:2). В 1/4 финала в матче против запорожского «Металлурга» (2:1), Кинаш забил первый гол в этой игре на 63 минуте в ворота Владимира Жука.
В сезоне 2010/11 Кинаш не сыграл за «Волынь» ни одного официального матча, причиной этому стала травма. В начале 2011 года агент Кинаша Александр Кулешевич объявил о том, что его подопечный попал в сферу интересов испанского «Реал Мадрида». Позже главный тренер команды Виталий Кварцяный рассказал, что у него были предложения о продаже Кинаша за 200 тысяч долларов.
9 июля 2011 года дебютировал в Премьер-лиге в выездном матче против криворожского «Кривбасса» (1:0), Кинаш вышел на 73 минуте вместо Евгения Пичкура.
За «Волынь» Ярослав с перерывами сыграл 126 матчей, в которых отличился 17 голами.

## Достижения
- Серебряный призёр Первой лиги Украины: 2009/10